# Dynamite Smith
Dynamite Smith er en amerikansk stumfilm fra 1924 af Ralph Ince.

## Medvirkende
- Charles Ray som Gladstone Smith
- Wallace Beery som "Slugger" Rourke
- Bessie Love som Violet
- Jacqueline Logan som Kitty Gray
- Ethelbert Knott som Adelbert Knott
- Lydia Knott som Mehitabel
- Russell Powell som Colin MacClintock
- S.D. Wilcox som Marshall
- Jim Hart som Faro Dealer